# Kim Seebach
Pour les articles homonymes, voir Seebach (homonymie).
Kim Seebach, née le 12 novembre 1996, est une joueuse de beach-volley namibienne.

## Carrière
Elle remporte avec Julia Laggner la médaille d'argent aux Jeux africains de plage de 2019 à Sal.